# Bifrenaria calcarata
Bifrenaria calcarata är en orkidéart som beskrevs av João Barbosa Rodrigues. Bifrenaria calcarata ingår i släktet Bifrenaria och familjen orkidéer. Inga underarter finns listade i Catalogue of Life.

## Bildgalleri

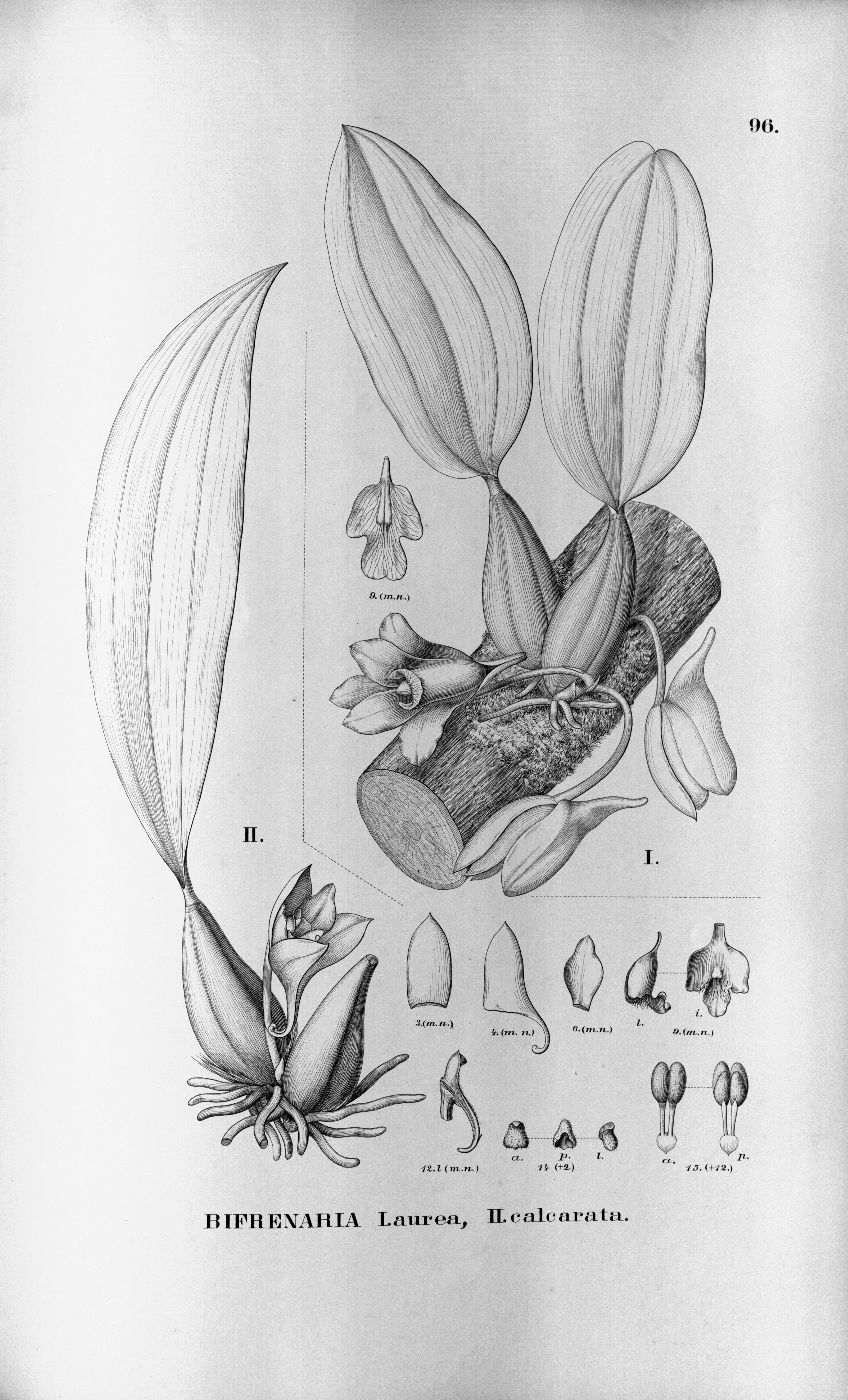